# Antimikrobielle Peptide

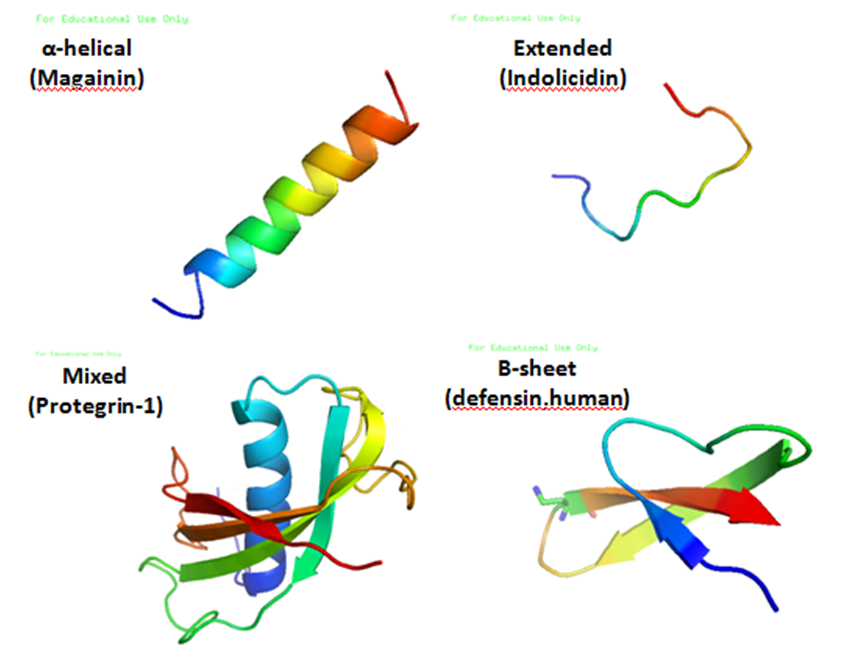
Verschiedene Typen antimikrobieller Peptide

Antimikrobielle Peptide (auch Abwehrpeptide) sind Peptide, die antimikrobielle Eigenschaften aufweisen.

## Eigenschaften
Antimikrobielle Peptide kommen in allen Bereichen des Lebens vor. Bisher wurden über 1200 Peptide mit antimikrobieller Wirkung beschrieben. Sie dienen der Abwehr einer Infektion mit Mikroorganismen. Die Wirksamkeit erstreckt sich auf Gram-negative und Gram-positive Bakterien, behüllte Viren, Pilze und Tumorzellen. Im Gegensatz zu manchen Antibiotika ist die Wirkung gegen Bakterien bakterizid, nicht bakteriostatisch. Als Maß für die Wirksamkeit dient die minimale Hemmkonzentration. Antimikrobielle Peptide von Säugern besitzen zudem oftmals eine immunregulierende Wirkung.
Antimikrobielle Peptide besitzen eine Länge zwischen 12 und 50 Aminosäuren. Sie werden nach ihrer Aminosäuresequenz in unterschiedliche Typen eingeteilt. Meistens enthalten sie zwei oder mehrere positiv geladene Aminosäuren wie Lysin, Arginin und in saurer Umgebung auch Histidin. Weiterhin enthalten sie oftmals zu über 50 % hydrophobe Aminosäuren. Aufgrund ihrer geringen Länge sind sie flexibel und nehmen ihre endgültige Konformation erst durch Protein-Lipid-Interaktionen bei der Bindung an eine Biomembran ein. Dabei sind die hydrophilen Aminosäuren zur wässrigen Seite hin ausgerichtet, die hydrophoben dagegen zu den Lipiden der Biomembran hin. Manche antimikrobielle Peptide sind porenbildende Toxine, andere passieren zuerst die Biomembran und binden dann an ein zytosolisches Molekül, z. B. bei der Proteinbiosynthese, der Proteinfaltung und der Synthese der Zellwand.
Die selektive Wirkung gegen bakterielle Zellen und nicht gegen Säugerzellen entsteht unter anderem durch die enthaltenen positiv geladenen Aminosäuren, da die bakterielle Zellwand stärker negativ geladen ist als die Zellmembran von Säugern. Weiterhin kommt Cholesterol nicht in bakteriellen Zellwänden vor, aber in Biomembranen von Säugern. Daneben unterscheidet sich das Membranpotential.
| Typ                                             | Eigenschaft                                                         | Beispiele |
| ----------------------------------------------- | ------------------------------------------------------------------- | --- |

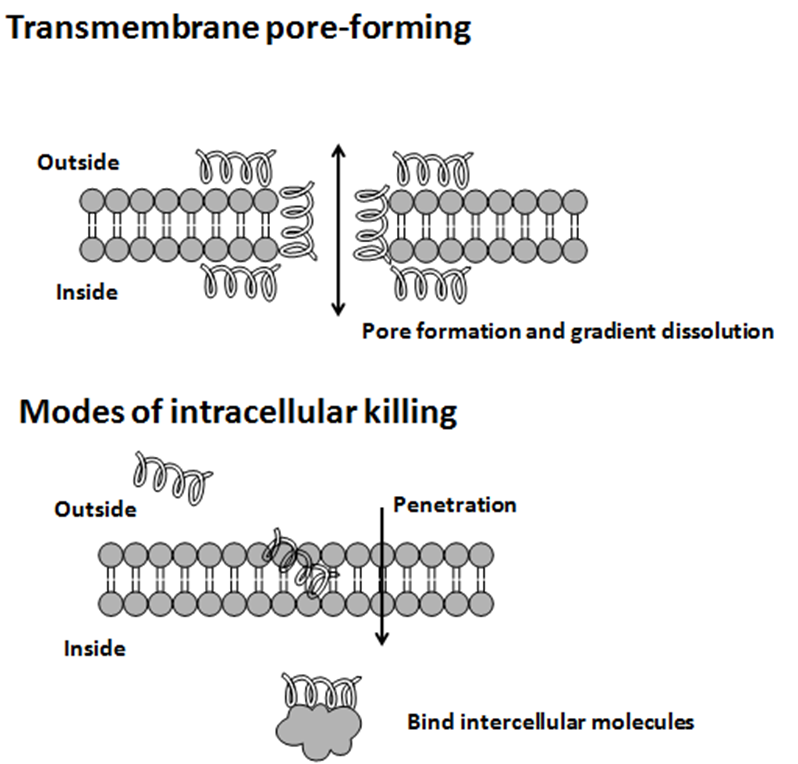
Mechanismen der antimikrobiellen Peptide

| Schleifenförmige Peptide                        | reich an Glutaminsäure und Asparaginsäure, mit einer Disulfidbrücke | Maximin H5 aus Amphibien, Dermcidin des Menschen |
| Lineare α-helikale Peptide                      | ohne Cystein, amphipathisch                                         | Cecropine, Andropin, Moricin, Ceratotoxin und Melittin aus Insekten, Magainin, Dermaseptin, Bombinin, Brevinin-1, Esculentine und Buforin II aus Amphibien, CAP18 aus Kaninchen, das Cathelicidin LL37 des Menschen, Pexiganan |
| Erweiterte Peptide mit Häufung einer Aminosäure | Prolin, Arginin, Phenylalanin, Histidin, Tryptophan                 | Abaecin, Apidaecine aus Honigbienen, Prophenin aus Schweinen, Indolicidin aus Kühen, Bac5, Bac7 |
| β-Faltblattpeptide mit 2 oder 3 Disulfidbrücken | 4 oder 6 Cysteine                                                   | 1 Brücke: Brevinine, 2: Protegrin aus Schweinen, Tachyplesine aus Pfeilschwanzkrebsen, 3: α-, β-Defensine des Menschen, >3: Drosomycin ais Fruchtfliegen                                                                       |

Gegen verschiedene antimikrobielle Peptide wurden Resistenzmechanismen ausgebildet.
Antimikrobielle Peptide sind unter anderem in den Datenbanken CAMP, CAMP release 2 (Collection of sequences and structures of antimicrobial peptides), Antimicrobial Peptide Database, LAMP, BioPD und ADAM (A Database of Anti-Microbial peptides) verzeichnet.

## Anwendungen
Antimikrobielle Peptide werden, wie auch Bakteriophagen bei der Phagentherapie, zur Verwendung als topisch angewendete Biozide untersucht, insbesondere zur Behandlung multiresistenter Krankheitserreger und zur Behandlung von Haut- und Wundinfektionen. Jedoch kann im Gegensatz zur Antibiotikaresistenz eine eventuell bei Bakterien entstehende Resistenz gegen antimikrobielle Peptide zu einer weniger effektiven Immunreaktion durch körpereigene antimikrobielle Peptide führen, während Antibiotika nicht vom Menschen gebildet werden. Weiterhin werden sie aufgrund ihrer zytolytischen Eigenschaften zur Therapie von Tumoren untersucht. Bei der Behandlung bakterieller Infektionen ist die selektive Zerstörung nur der bakteriellen Zellen erforderlich.